# Coleoscirus tobaensis
Coleoscirus tobaensis är en spindeldjursart som beskrevs av Bashir, Afzal och Muhammad Sharif Khan 2008. Coleoscirus tobaensis ingår i släktet Coleoscirus och familjen Cunaxidae. Inga underarter finns listade i Catalogue of Life.